# Kirche zu Warder

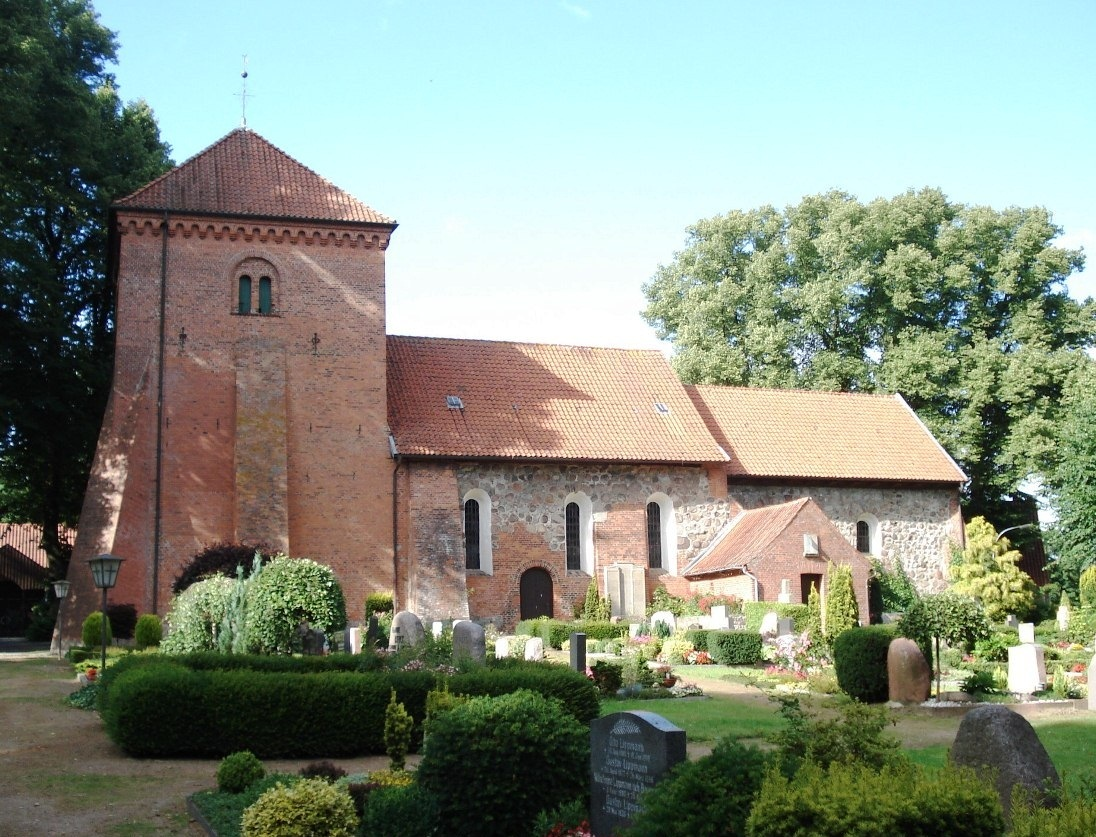
Kirche zu Warder

Die Kirche zu Warder ist ein geschütztes Kulturdenkmal mit der Objekt-ID 3873 im Denkmalschutzgesetz in Warder, einem Ortsteil der Gemeinde Rohlstorf im Kreis Segeberg in Schleswig-Holstein. Das Kirchengebäude gehört zum Kirchenkreis Plön-Segeberg der Evangelisch-Lutherischen Kirche in Norddeutschland.

## Beschreibung

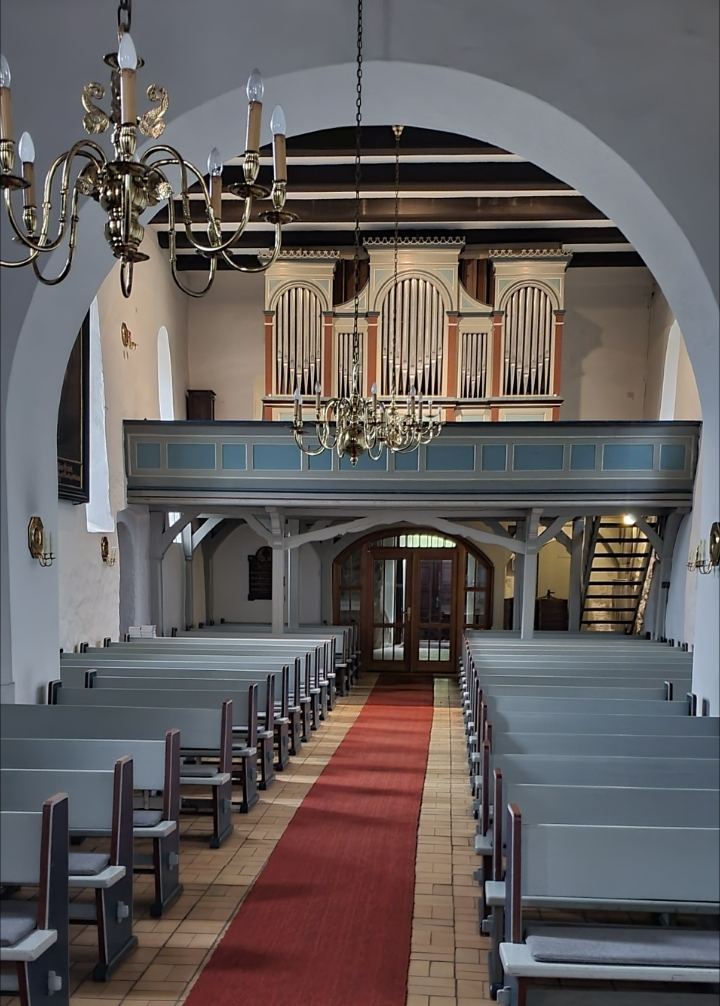
Innenraum, Blick zur Orgel

Die Saalkirche wurde im 13. Jahrhundert vom Kloster Segeberg errichtet. Sie besteht aus einem Langhaus aus Feldsteinen, das mit einem Satteldach bedeckt ist, und einem Kirchturm auf quadratischen Grundriss im Westen, der durch Strebepfeiler gestützt wird und mit einem Pyramidendach bedeckt ist. Die halbrunde Apsis im Osten wurde zur Zeit der Gotik in einen eingezogenen, gerade geschlossenen Chor umgebaut, an dessen Nordwand die Sakristei angefügt wurde. 
Zur Kirchenausstattung gehört ein Flügelaltar aus dem 15. Jahrhundert, in dessen Mittelteil die Kreuzigung dargestellt ist. Die Orgel auf der Empore wurde 1885 von Marcussen & Søn gebaut.